# Lärarsbådan
Lärarsbådan är en ö i Finland. Den ligger i Bottenhavet och i kommunen Närpes i den ekonomiska regionen  Sydösterbotten i landskapet Österbotten, i den västra delen av landet. Ön ligger omkring 58 kilometer söder om Vasa och omkring 340 kilometer nordväst om Helsingfors.
Öns area är 2,5 hektar och dess största längd är 310 meter i nord-sydlig riktning.